# 達州市
達州市（たつしゅう-し）は中華人民共和国四川省東部に位置する地級市。渠江の流域にある。

## 地理
達州は、北は陝西省（漢中盆地）、南は重慶市に挟まれた位置にあり、東には四川盆地を湖北省方面から隔てる海抜2,000mを超える大巴山脈がそびえる。東方や北方の山からの川が域内を流れ、渠県で渠江となる。渠江は重慶市に入り、合川区で嘉陵江と合流し、重慶市街で長江に合流する。
市の西は渠江沿岸にわずかな平野があり、残りは四川盆地につながる丘陵地帯である。市の7割は山地になっている。
達州は中国西部の4つの大都市、重慶・成都・西安・武漢からほぼ等距離にある。峠道が北や東へ伸び、南や西は川沿いに下ることができることから、交通が四通八達した地ということで達州の名がついた。

## 歴史
達州の歴史は後漢の和帝の永元2年（90年）、宣漢県が設置された時期に遡る。西魏以降には通州と称され、北宋以降は達州となっている。1993年に達川地区が設立されたが、1999年に地区が廃止され地級市・達州市となった。
達州出身の人物には『三国志』の著者の陳寿、北宋の天文学者・軍事技術者の張思訓、明末清初の哲学者・教育者の唐甄などがいる。また中国共産党の革命史上でも多くの人材が生まれている。

## 行政区画
2市轄区・1県級市・4県を管轄下に置く。
- 市轄区：
  - 通川区・達川区
- 県級市：
  - 万源市
- 県：
  - 宣漢県・開江県・大竹県・渠県

| 達州市の地図                                   |
| ---------------------------------------------- |
| 通川区 達川区 宣漢県 開江県 大竹県 渠県 万源市 |

### 年表
この節の出典

#### 川北行署区達県専区
- 1949年10月1日 - 中華人民共和国川北行署区達県専区が成立。達県・宣漢県・開江県・平昌県・巴中県・南江県・通江県・万源県が発足。(8県)
- 1952年1月15日 (8県)
  - 南江県の一部が剣閣専区旺蒼県に編入。
  - 巴中県の一部が剣閣専区蒼渓県に編入。
  - 剣閣専区蒼渓県の一部が南江県に編入。
- 1952年2月2日 - 剣閣専区閬中県の一部が巴中県に編入。(8県)
- 1952年8月7日 - 四川省の成立により、四川省達県専区となる。

#### 川東行署区大竹専区
- 1949年10月1日 - 中華人民共和国川東行署区大竹専区が成立。大竹県・梁山県・墊江県・隣水県・広安県・渠県・長寿県が発足。(7県)
- 1950年5月24日 - 長寿県が涪陵専区に編入。(6県)
- 1952年2月2日 - 広安県の一部が川北行署区南充専区岳池県に編入。(6県)
- 1952年8月7日 - 四川省の成立により、四川省大竹専区となる。

#### 四川省達県地区
- 1952年9月1日 - 南江県の一部が巴中県、剣閣専区蒼渓県・旺蒼県に分割編入。(8県)
- 1952年9月10日 (8県)
  - 巴中県・万源県の各一部が通江県に編入。
  - 通江県の一部が巴中県・万源県に分割編入。
- 1952年10月 (8県)
  - 万源県の一部(魏家郷の一部)が通江県に編入。
  - 通江県の一部(馬口郷および中和郷の一部)が万源県に編入。
- 1952年12月11日 - 平昌県の一部が宣漢県に編入。(8県)
- 1952年12月 (8県)
  - 平昌県の一部が通江県に編入。
  - 巴中県の一部が南江県に編入。
  - 宣漢県の一部が万源県に編入。
- 1953年3月10日 - 大竹専区大竹県・隣水県・渠県を編入。(11県)
- 1953年5月26日 - 隣水県の一部が涪陵専区長寿県に編入。(11県)
- 1953年6月6日 - 南江県の一部が巴中県に編入。(11県)
- 1953年8月1日 - 南充専区儀隴県の一部が平昌県に編入。(11県)
- 1953年12月29日 - 宣漢県の一部が達県に編入。(11県)
- 1954年3月9日 (11県)
  - 隣水県の一部(称沱郷)が涪陵専区長寿県に編入。
  - 涪陵専区長寿県の一部(黎礄郷および花坪郷・東風郷の各一部)が隣水県に編入。
- 1954年4月16日 - 巴中県の一部が通江県に編入。(11県)
- 1954年10月9日 - 通江県の一部が陝西省漢中専区南鄭県に編入。(11県)
- 1954年11月 - 通江県の一部が平昌県・南江県に分割編入。(11県)
- 1955年6月15日 - 巴中県の一部が平昌県に編入。(11県)
- 1955年9月3日 - 綿陽専区旺蒼県の一部が南江県に編入。(11県)
- 1955年12月 (11県)
  - 平昌県の一部(民意郷の一部)が通江県に編入。
  - 通江県の一部(三渓郷の一部)が平昌県に編入。
  - 宣漢県の一部が達県に編入。
- 1956年5月12日 - 達県の一部が平昌県に編入。(11県)
- 1956年5月22日 - 宣漢県・渠県の各一部が達県に編入。(11県)
- 1956年5月31日 (11県)
  - 巴中県・平昌県の各一部が通江県に編入。
  - 通江県の一部が平昌県に編入。
- 1957年1月5日 - 宣漢県の一部が達県に編入。(11県)
- 1957年1月17日 - 巴中県の一部が平昌県に編入。(11県)
- 1957年1月17日 - 平昌県の一部が南充専区営山県に編入。(11県)
- 1957年7月15日 - 渠県の一部が達県に編入。(11県)
- 1957年12月30日 - 巴中県の一部が通江県に編入。(11県)
- 1960年4月 - 平昌県の一部が通江県に編入。(11県)
- 1960年12月26日 - 万源県の一部が万県専区城口県に編入。(11県)
- 1968年9月 - 達県専区が達県地区に改称。(11県)
- 1972年12月30日 - 宣漢県の一部が万県地区開県に編入。(11県)
- 1973年3月11日 - 渠県の一部が平昌県に編入。(11県)
- 1975年1月9日 - 南充地区儀隴県の一部が平昌県に編入。(11県)
- 1976年2月4日 - 達県の一部が分立し、達県市が発足。(1市11県)
- 1976年4月6日 - 開江県の一部が万県地区開県に編入。(1市11県)
- 1979年10月5日 - 万源県の一部が分立し、白沙工農区が発足。(1市11県1工農区)
- 1984年2月6日 - 達県の一部が達県市に編入。(1市11県1工農区)
- 1989年11月11日 - 達県の一部が達県市に編入。(1市11県1工農区)
- 1992年9月16日 (1市11県1工農区)
  - 達県の一部(羅江鎮・蒲家鎮・魏興郷・新村郷・東岳郷)が達県市に編入。
  - 達県市の一部(南外鎮および西城街道の一部)が達県に編入。
- 1993年7月2日 (2市9県1工農区)
  - 隣水県が広安地区に編入。
  - 巴中県が市制施行し、巴中市となる。
- 1993年7月5日 - 達県地区が達川地区に改称。

#### 四川省大竹専区
- 1952年12月3日 - 梁山県が梁平県に改称。(6県)
- 1952年12月 - 万県専区忠県の一部が墊江県に編入。(6県)
- 1953年2月2日 - 隣水県の一部が江津専区江北県に編入。(6県)
- 1953年3月10日 
  - 大竹県・隣水県・渠県が達県専区に編入。
  - 広安県が南充専区に編入。
  - 墊江県が涪陵専区に編入。
  - 梁平県が万県専区に編入。

#### 達川地区
- 1993年7月5日 - 達県地区が達川地区に改称。(1市6県1工農区)
  - 達県市が達川市に改称。
  - 巴中市・通江県・南江県・平昌県が巴中地区に編入。
- 1993年7月14日 - 万源県・白沙工農区が合併し、万源市が発足。(2市5県)
- 1999年6月20日 - 達川地区が地級市の達州市に昇格。

#### 達州市
- 1999年6月20日 - 達川地区が地級市の達州市に昇格。(1区1市5県)
  - 達川市および達県の一部が合併し、通川区が発足。
- 2013年6月28日 (2区1市4県)
  - 達県の一部が分立し、達川区が発足。
  - 達県の残部が通川区に編入。

## 教育

### 大学
- 四川文理学院（中国語版）
- 達州職業技術学院（中国語版）

## 経済・観光
達州は四川省東部地域の河川交通・陸上交通の重要なハブで、成都・西安・武漢・重慶などを結ぶ鉄道、高速道路、国道が域内を通り、交易の拠点となっている。
成都から重慶に至る天然ガスの豊富な地域の中央にあり、中国有数の大規模なガス田が操業するほか宣漢普光ガス田など新たな巨大ガス田の発見も続いており、天然ガスを生かした化学工業の振興が計画されている。また塩、石炭、マンガン、リチウム、石灰岩など豊富な天然資源を有する。ブタや肉牛（宣漢黄牛）などの畜産業、茶の栽培や稲作（桃花米はかつて宮廷にも献上されたブランド米である）などの農業も盛ん。化学工業、その他、石炭火力発電、冶金、染織、建材、食品工業などもある。
達州は山岳地帯や森林、渓谷など自然の美しさに恵まれ、保護林や自然保護区などが広がる。また巴国以来の遺跡や三国時代の武将たちの軌跡、聖山・白秀山など文化資源の豊かさにも恵まれている。通川区の龍爪塔、開江県の金山寺、達川区の真仏山や鉄山森林公園、万源市の八台山・花萼山・観音峡、宣漢県の百里峡などが主な観光地。特に百里峡は雄大な景観の渓谷であり「小三峡」と呼ばれる。

## 交通

### 空港
- 達州河市空港（中国語版）

### 鉄道
- 中国鉄路総公司
  - 中国鉄路成都局集団公司
    - 達成線

### 道路
- 高速道路
  - 達渝高速公路
  -  包茂高速道路（達陝高速道路（中国語版）兼ねる）

国道
- G210国道
- G318国道

## 健康・医療・衛生
- 通川区人民医院、達州市通川区中医院、達州市衛生防疫站、通川区人民医院、四川省達州市人民医院、万源市中心医院、万源市第二人民医院
- 万源市第三人民医院、万源市復康医院、万源市衛生防疫站、宣漢県人民医院、宣漢県第二人民医院、宣漢県衛生防疫站、開江県人民医院
- 開江県第二人民医院、開江県中医院、大竹県人民医院、大竹県紅十字医院、渠県人民医院、渠県康寧中西医結合医院